# Rob Dieperink
Rob Dieperink (* 18. April 1988 in Borculo) ist ein niederländischer Fußballschiedsrichter.
Dieperink leitet seit der Saison 2011/12 Spiele in der Eerste Divisie und seit der Saison 2017/18 Spiele in der Eredivisie. Insgesamt war er bislang bereits bei mehr als 140 bzw. bei mehr als 50 Spielen im Einsatz.
Seit 2022 steht er als Videoschiedsrichter (VAR) auf der Liste der FIFA-Schiedsrichter. Als Hauptschiedsrichter ist er international nicht im Einsatz.
Im April 2024 wurde Dieperink als Videoschiedsrichter für die Europameisterschaft 2024 in Deutschland nominiert.